# Alessandro Rosi

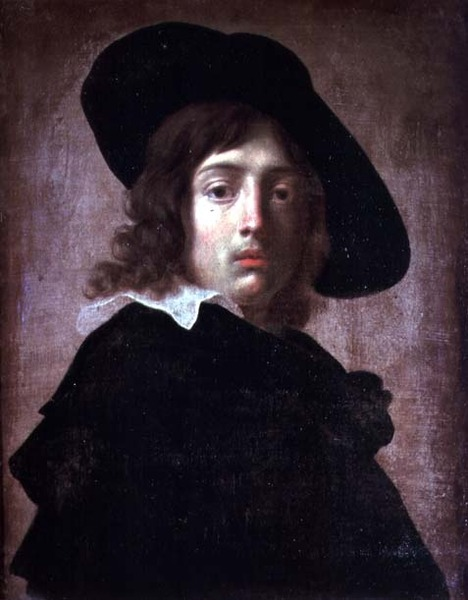
Autoritratto

Alessandro Rosi (Firenze, 28 dicembre 1627 – Firenze, 1697) è stato un pittore italiano del periodo barocco.

## Vita
Alessandro Rosi fu allievo di Cesare Dandini, ma le fonti non riportano molte notizie sulla vita e le opere del pittore. Si sa che fu maestro di Alessandro Gherardini e che dal 1677 diresse l'Arazzeria Medicea. Il Gabburri, l'unico che scrisse un cenno della sua biografia, nelle sue Vite dei Pittori dice che «dipinse di gran macchia e rilievo e, pure non ostante, comparve tenero, vago e finito, si a olio come a fresco [...] fu di umore lieto e faceto e maestro di Alessandro Gherardini».
I suoi quadri, seppure non in gran numero, sono sparsi per la Toscana. Un San Francesco si trova, sempre per il Gabburri, nel Duomo di Prato e alcuni affreschi nella Galleria Corsini.
Dipinse anche per la corte medicea di Cosimo III. Ferdinando II de' Medici gli ordinò due quadri con rappresentati baccanali. E dal 1677 lavorò per l'arazzeria dove lasciò molte testimonianze per aver disegnato cartoni per gli arazzi.
Morì a 70 anni per un curioso incidente, travolto da una colonna caduta da una casa, mentre passava per Via Condotta a Firenze.

## Opere

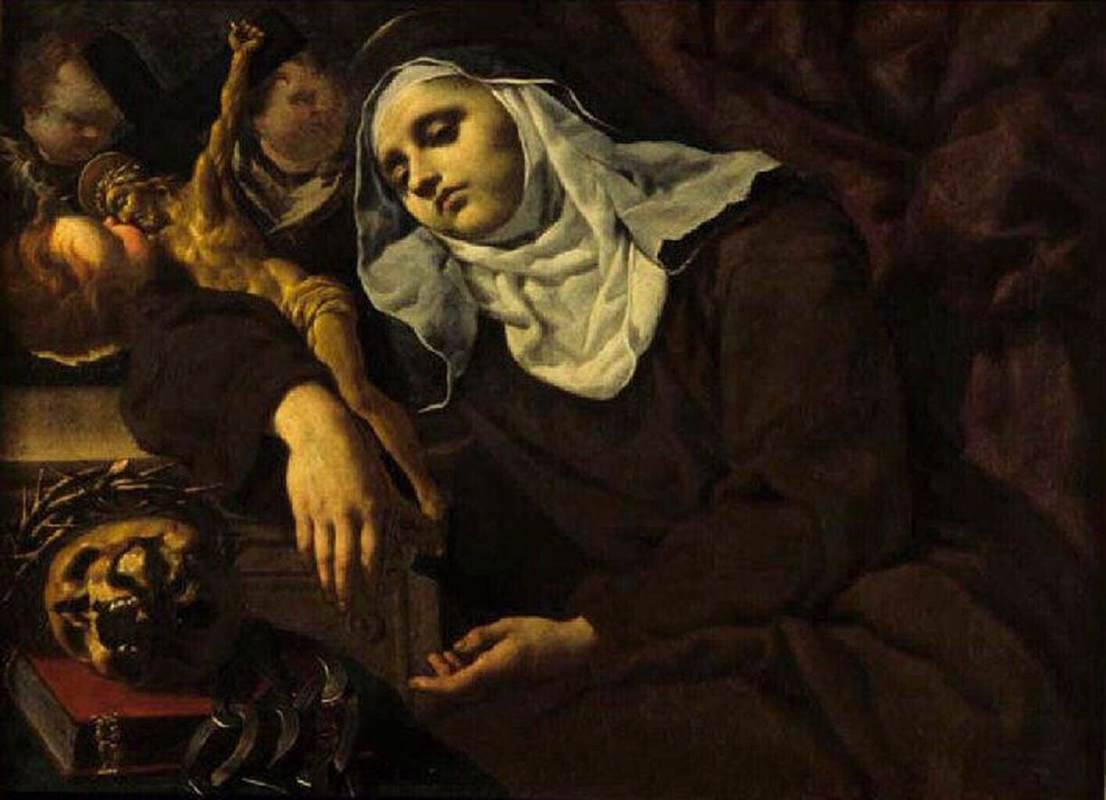
Santa Maria Maddalena de' Pazzi, Museo di Chambery

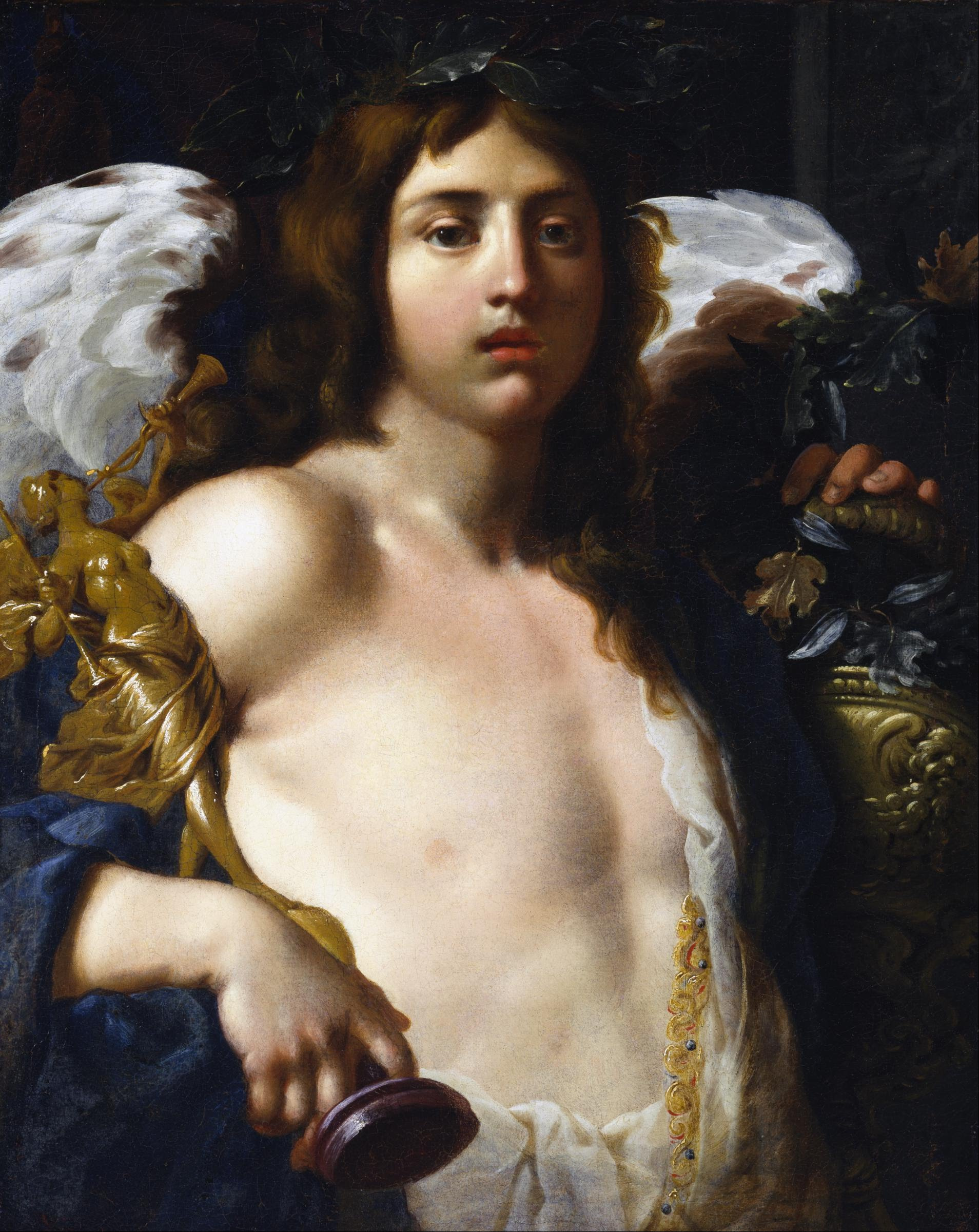
Allegoria dell'Amore di Virtù

Del pittore «di modi [...] negromantici» abbiamo diverse opere, molte delle quali gli sono state riconosciute recentemente, in quanto precedentemente confuse con quelle di Sigismondo Coccapani. Un Autoritratto delle Gallerie fiorentine considerato la sua prima opera, del 1643-44 circa. Ad anni giovanili, intorno al 1647, dovette risalire anche l'Allegoria dell'Amor di Virtù, primo di una serie di repliche.
Rispetto all'avvento a Firenze del cortonismo, l'insegnamento del Dandini avvicinò forse il Rosi alla svolta coloristica di Luca Giordano e i suoi affreschi di Palazzo Medici Riccardi.
Il suo stile ricalcò quello del barocco fiorentino con atmosfere melodrammatiche e talvolta anche con un erotismo di fondo nonostante le rappresentazioni di carattere, più che altro, sacro. Le sue sante in estasi ricordano molto i Dandini, sia Cesare che Vincenzo, ed anche Cecco Bravo, le atmosfere sono oscure come quelle del tardo caravaggismo. Alcuni critici moderni hanno anche ipotizzato un suo soggiorno a Roma.